# Malina Michalska
Malina Michalska, właśc. Maria Aleksandra Michalska (ur. 28 października 1916 w Ostrzeszowie, zm. 11 listopada 1973 w Warszawie) – tancerka polska, propagatorka hathajogi.

## Życiorys
Malina Michalska była córką Kazimierza (lekarza, uczestnika powstania wielkopolskiego, zm. 1956) i Haliny z Adamskich (pianistki), młodszą siostrą pisarki Jadwigi Żylińskiej (1910–2009). Jej rodzice przyjaźnili się z profesorem Wincentym Lutosławskim (stryjem kompozytora Witolda Lutosławskiego). Lutosławskiego – filozofa, tłumacza książek Yogi Ramaczaraki i autora pozycji Rozwój potęgi woli przez psychofizyczne ćwiczenia według dawnych aryjskich tradycji oraz własnych swoich doświadczeń podaje do użytku rodaków (wydanej w 1909) – Michalska poznała będąc jeszcze nastolatką. Uczęszczała do gimnazjów w Ostrowie (Gimnazjum im. Emilii Sczanieckiej) i Warszawie.
Naukę tańca pobierała w Operze Warszawskiej u Mieczysława Pianowskiego i Haliny Hulanickiej (taniec akrobatyczny). Jako tancerka związana była z operą i operetką w Warszawie, a po II wojnie światowej z variétés i cyrkami. W 1957 wyszła za mąż za plastyka Zygmunta Rezlera; bezdzietne małżeństwo rozpadło się po kilku latach.
Została pochowana na starym cmentarzu na Służewie.

## Nauczanie gimnastyki i jogi
W 1957 założyła w Staromiejskim Domu Kultury w Warszawie eksperymentalne studium gimnastyki tanecznej. W 1960 przeszła ciężką operację i pod wpływem książki benedyktyna Cyryla Krasińskiego zainteresowała się leczeniem przedstawioną tam metodą tybetańską. Wprowadziła wówczas do programu ćwiczeń studium hathajogę. Stopniowo porzuciła prowadzenie zajęć z gimnastyki, aby nauczać wyłącznie jogi.
W 1966 studium wizytowała hinduistyczna guru Ma Yogashakti, założycielka Yoga Shakti Mission. Po tej wizycie studium zostało wpisane do International Yoga Fellowship Movement (Międzynarodowe Stowarzyszenie Ruchu Jogi), a Malina Michalska w dowód uznania została przyjęta na członkinię tego stowarzyszenia.
W styczniu 1967, w Towarzystwie Przyjaźni Polsko-Indyjskiej, Malina Michalska otrzymała z rąk ambasadora Indii w Polsce dr N. V. Rajkumara dyplom upoważniający do prowadzenia szkoły hathajogi pod protektoratem Bihar School of Yoga (Monghyr, Bihar). Była wybitną propagatorką jogi; wygłaszała liczne prelekcje, występowała w telewizji.

## Hathajoga dla wszystkich
Michalska ogłaszała publikacje na temat praktykowania hathajogi w prasie.
Opracowała książkę Hatha joga dla wszystkich wydaną nakładem Państwowych Zakładów Wydawnictw Lekarskich w 1972. Książka ta doczekała się kilku wydań (wydanie trzecie z 1978). Zawiera rozdziały:
- „Co to jest Hatha joga?”
- „Co musimy wiedzieć, zanim zaczniemy ćwiczyć Hatha jogę?” (5 podrozdziałów)
- „Nauka oddychania” (7 podrozdziałów)
- „Asany – pozycje Hatha jogi” (60 podrozdziałów z opisem i fotografiami dla każdego z ćwiczeń)
- „Ruchowe ćwiczenia jogi” (2 podrozdziały)
- „Zestawy ćwiczeń”